# 蕭守身
蕭守身（1531年—？），字尚本，號湛泉，河南懷慶衛官籍湖廣德安府雲夢縣人，明朝政治人物。

## 生平
嘉靖三十七年（1558年）戊午科河南鄉試第二十二名舉人，四十一年（1562年）中式壬戌科會試第二百九十四名，三甲第三十四名進士。歷山西襄垣縣知縣，官至戶部郎中。出為陝西臨洮府知府，萬曆三年（1575年）二月因麻山關、階州失事被追責，調簡僻，辭官歸鄉。後起復四川保寧府知府，十一年（1583年）二月升山東鹽運使。

## 家族
曾祖蕭禮；祖父蕭銳，義官；父蕭鸞，監生。母何氏。永感下。